# آناستازیا ایوانکووا
آناستاسیا ایوانکووا (به انگلیسی: Anastasia Ivankova) ژیمناست زادهٔ ۲۲ نوامبر ۱۹۹۱ میلادی اهل کشور بلاروس است.